# 中山式産業
中山式産業株式会社（なかやましきさんぎょう）は、快癒器、腹巻き、コルセット、健康食品をはじめとした健康・衛生医療製品メーカー。

## 沿革
- 1940年：創業者、中山武欧が個人商店主として漢方薬・医療品等の製造・卸に従事
- 1947年：中山式快癒器の国内特許登録
- 1956年：株式会社いわしや中山医療器本舗設立
- 1971年：社名を中山式産業株式会社と改変

## 主な商品
- 腰痛ベルト
- 快癒器（指圧代用器）
- 補正サポーター
- 関節サポーター
- 健康・美容サプリメント